# Kožuchovce
Kožuchovce, russinisch Кожухiвцi/Koschuchiwzi (bis 1927 slowakisch „Kožuchovec“; ungarisch Körmös – bis 1907 Kozsuhóc) ist eine Gemeinde im Nordosten der Slowakei mit 46 Einwohnern (Stand 31. Dezember 2024), die zum Okres Stropkov, einem Kreis des Prešovský kraj gehört.

## Geographie

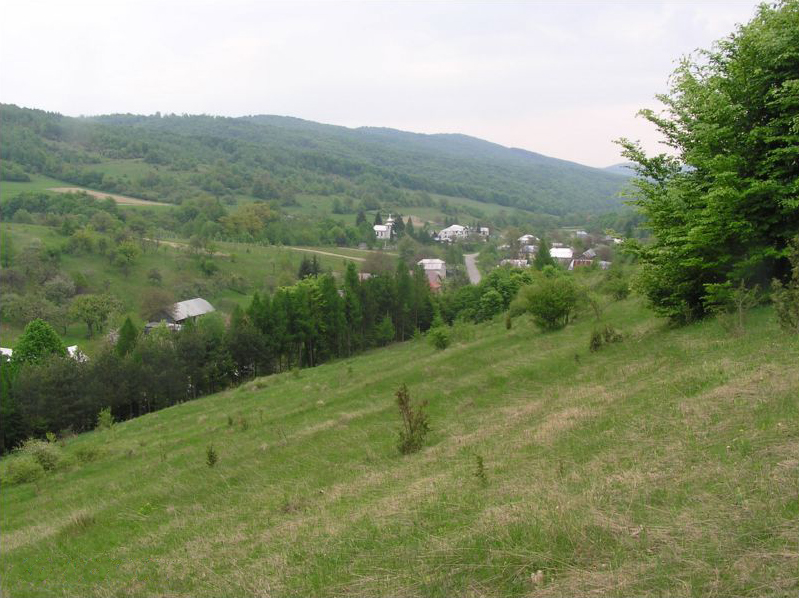
Kožuchovce

Die Gemeinde befindet sich im Bergland Laborecká vrchovina innerhalb der Niederen Beskiden, im Tal und am Oberlauf des Baches Kožuchovský potok im Einzugsgebiet der Chotčianka und weiter der Ondava. Das Ortszentrum liegt auf einer Höhe von 352 m n.m. und ist 16 Kilometer von Stropkov entfernt.
Nachbargemeinden sind Bodružal im Norden, Miroľa im Osten, Gribov im Süden, Oľšavka im Südwesten, Šemetkovce im Westen und Krajné Čierno im Nordwesten.

## Geschichte
Kožuchovce wurde zum ersten Mal 1618 als Kozukowcze schriftlich erwähnt und war Teil der Herrschaft von Makovica. Von 1712 bis 1714 entvölkerte sich das Gemeindegebiet.
1787 hatte die Ortschaft 18 Häuser und 139 Einwohner, 1828 zählte man 22 Häuser und 175 Einwohner, die als Schaf- und Viehzüchter, Waldarbeiter und Saisonarbeiter in tiefer gelegenen Teilen des Königreichs tätig waren. Während der Winterschlacht in den Karpaten um die Jahreswende 1914/15 kämpften österreichisch-ungarische und russische Truppen auf dem Gemeindegebiet.
Bis 1918 gehörte der im Komitat Sáros liegende Ort zum Königreich Ungarn und kam danach zur Tschechoslowakei beziehungsweise heute Slowakei. In der Zeit der ersten tschechoslowakischen Republik gab es hier je eine Brennerei und Mühle, andererseits wanderten viele Einwohner aus. Im Zweiten Weltkrieg unterstützten die Einwohner Partisanengruppen in der Gegend. 1947 zogen einige Einwohner in die Sowjetunion um. Nach dem Zweiten Weltkrieg waren die Einwohner als Landwirte und Waldarbeiter beschäftigt, einige pendelten zur Arbeit in Industriegebiete in Stropkov und Svidník.

## Bevölkerung
| Jahr                | 1994 | 2004    | 2014    | 2024     |
| ------------------- | ---- | ------- | ------- | -------- |
| Anzahl der Personen | 72   | 73      | 67      | 46       |
| Unterschied         |      | +1,38 % | −8,21 % | −31,34 % |

| Jahr                | 2023 | 2024    |
| ------------------- | ---- | ------- |
| Anzahl der Personen | 47   | 46      |
| Unterschied         |      | −2,12 % |

Nach der Volkszählung 2011 wohnten in Kožuchovce 69 Einwohner, davon 49 Slowaken und 17 Russinen. Drei Einwohner machten keine Angabe zur Ethnie.
61 Einwohner bekannten sich zur griechisch-katholischen Kirche, vier Einwohner zur römisch-katholischen Kirche und ein Einwohner zur orthodoxen Kirche. Bei drei Einwohnern wurde die Konfession nicht ermittelt.

## Bauwerke und Denkmäler

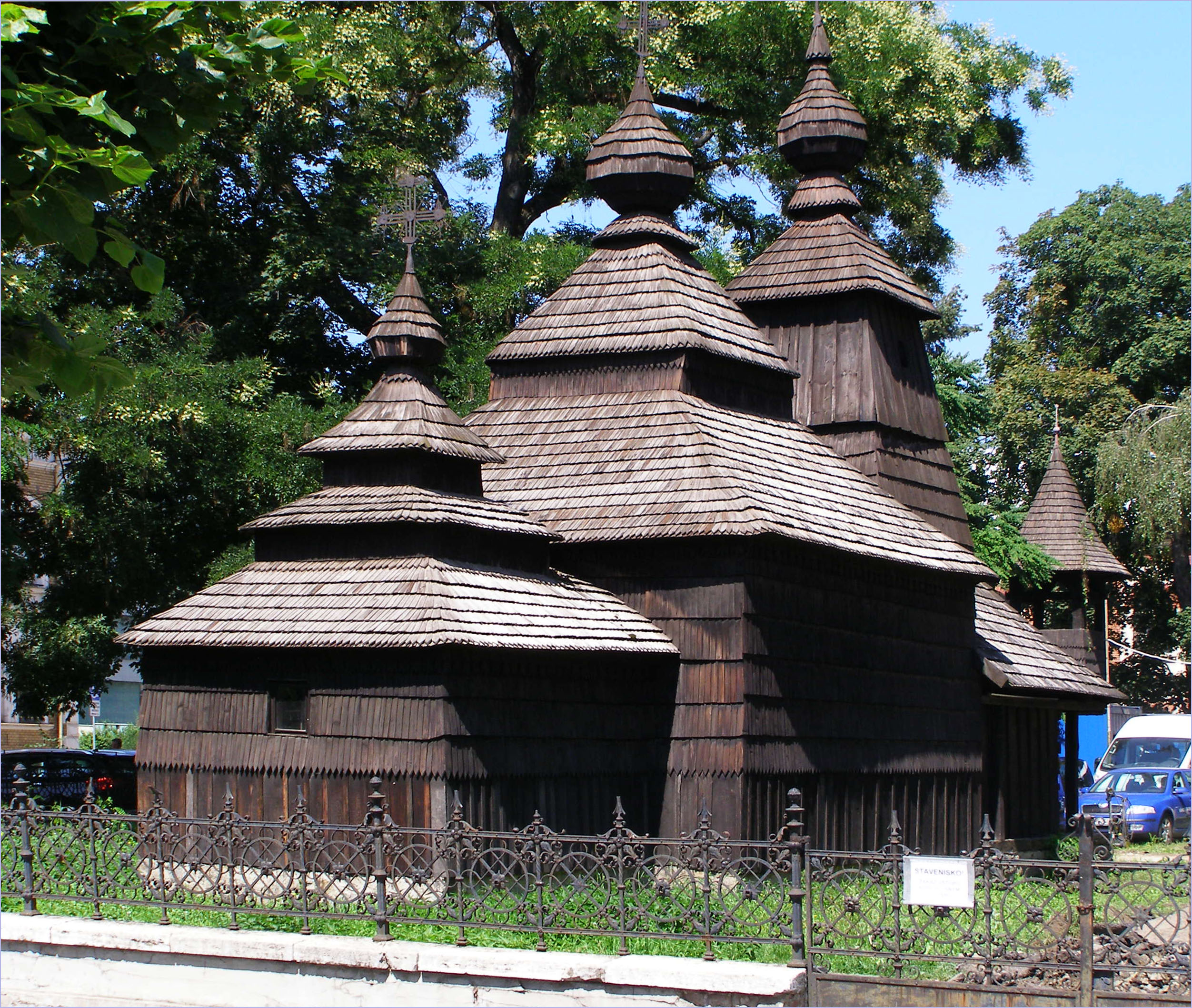
Griechisch-katholische Holzkirche, seit 1927 ist sie in Košice ausgestellt

- griechisch-katholische Holzkirche Hl. Nikolaus aus dem Jahr 1741, 1927 wurde sie nach Košice übertragen und ist seither eine Ausstellung des Ostslowakischen Museums[6]
- griechisch-katholische Kirche Geburt der allheiligen Gottesmutter

## Verkehr
In Kožuchovce endet die Cesta III. triedy 3542 („Straße 3. Ordnung“), die als Fortsetzung der Cesta III. triedy 3546 von Gribov und Bukovce (Anschluss an die Cesta II. triedy 575 („Straße 2. Ordnung“)) heraus führt.